# 豊能町消防本部
豊能町消防本部（とよのちょうしょうぼうほんぶ）は、大阪府豊能郡豊能町がかつて設置していた消防部局（消防本部）。管轄区域は豊能町全域。2016年4月1日に箕面市消防本部に消防事務を全面委託し廃止された。

## 概要
- 消防本部：大阪府豊能郡豊能町東ときわ台1-1-2
- 管内面積：34.37km2
- 職員定数：40人
- 消防署1カ所
- 出張所1カ所
- 主力機械（2015年4月1日現在）
  - 水槽付消防ポンプ自動車：2
  - 高規格救急自動車：3
  - 救助工作車：1
  - 消防ポンプ自動車：1
  - 小型動力ポンプ積載車：1
  - 広報車：1
  - 団小型積載車：1

## 沿革
- 1974年4月 – 東能勢村消防常備部が消防業務を開始。
- 1977年4月 – 町制施行のため、豊能町消防常備部に改名。
- 1982年10月 – 東出張所が消防業務を開始。
- 1991年10月 – 豊能町消防本部及び消防署を設置。